# Хорей-Вер
Хорей-Ве́р — посёлок в Заполярном районе Ненецкого автономного округа России, административный центр Хорей-Верского сельсовета.

## История
Посёлок основан в 1926 году.

## Население
| 2002 | 2010 |
| ---- | ---- |
| 842  | ↘739 |

Численность населения посёлка, по данным Всероссийской переписи населения 2010 года, составляла 739 человек.

## География
Хорей-Вер расположен на берегу реки Колва, в 86 километрах от автомобильной дороги Нарьян-Мар — Усинск. Расстояние до административного центра Ненецкого автономного округа Нарьян-Мара — 215 км. Расстояние до города Усинска — 160 км. В 60 км к северо-западу от посёлка находится Ардалинское нефтяное месторождение.

## Происхождение названия
Название посёлка в переводе с ненецкого языка — прямой лес.

## Экономика
Основное занятие населения — оленеводство. Центральная база СПК «Путь Ильича».

## Улицы
- Аэропортовская улица
- Бамовская улица
- Береговая улица
- Ветеранов, улица
- Им. Рокина М. Е., улица
- Молодёжная улица
- Набережная улица
- Новая улица
- Озёрная улица
- Оленеводов, улица
- Рыбацкий переулок
- Центральная улица

## Уроженцы
- Сядейский, Тихон Иванович — (19 июля 1930 — 7 февраля 2019) — председатель Ненецкого окружного исполнительного комитета народных депутатов (1970—1985).

## Транспорт
Регулярные авиарейсы два раза в неделю из Нарьян-Мара на самолёте Ан-2 или на вертолете Ми-8. Грузы доставляются по реке Колва в период навигации и автомобильным транспортом в зимний период из Усинска.

## Радио
- 102,0 МГц Север FM

## Инфраструктура
Средняя общеобразовательная школа, интернат, участковая больница, детский сад, дом культуры, хлебопекарня, магазины, электростанция.